# Crato Bütner

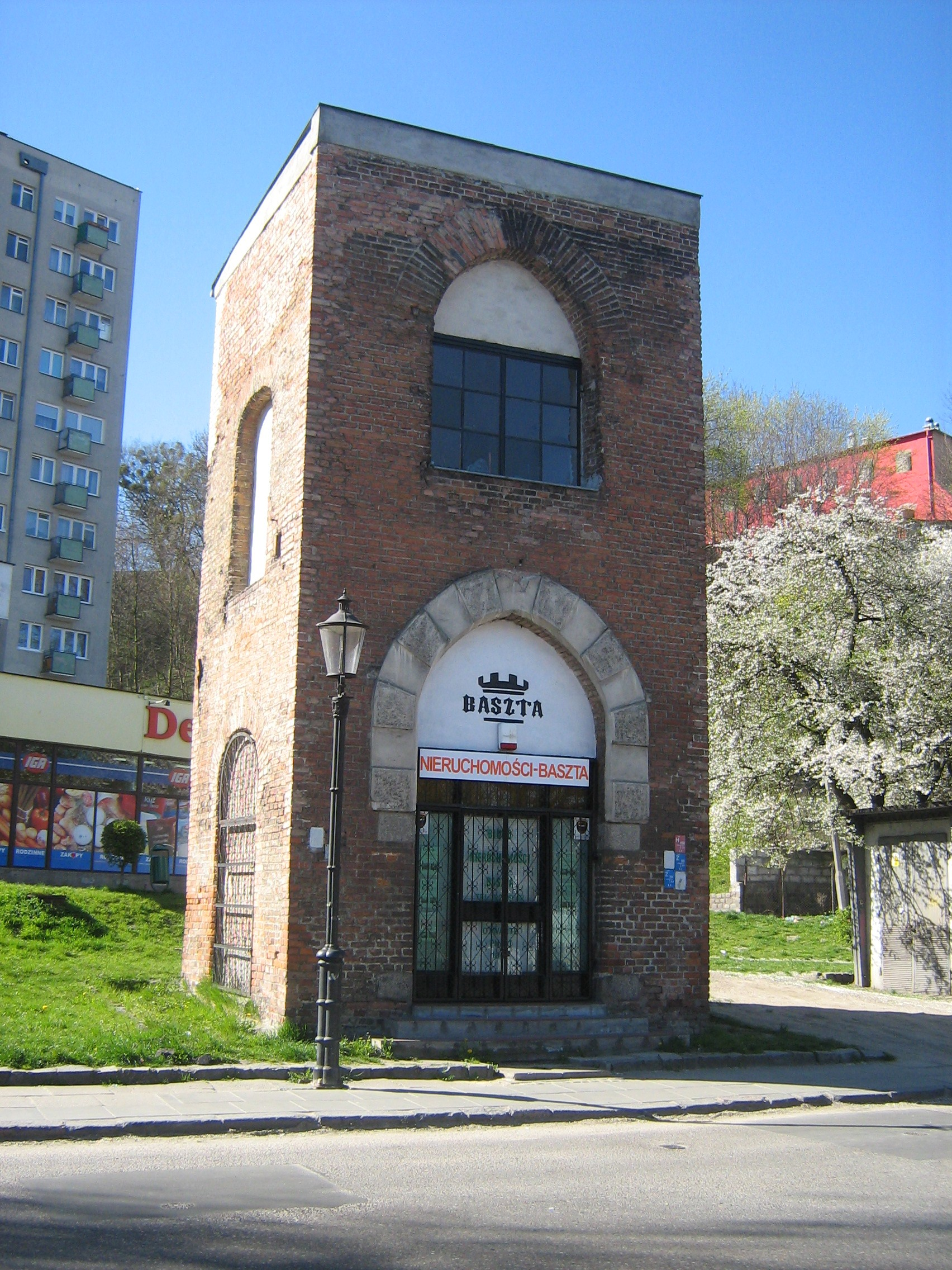
Wieża nieistniejącego kościoła Zbawiciela, gdzie Bütner w latach 1650–1654 był organistą

Crato Bütner, również Büthner, Bytner, Buthnerus (ur. 1616 w Gocie lub Sonnebergu, zm. 1679 w Gdańsku)  – niemiecki organista i kompozytor barokowy.

## Życiorys
Pochodził z Turyngii, skąd przybył do Gdańska. W latach 1650–1654 był organistą kościoła św. Zbawiciela na Zaroślaku (dzielnica Gdańska, niem. Petershagen). Po śmierci znanego gdańskiego kantora i kompozytora, Christopha Wernera, objął stanowisko kantora w położonym w centrum miasta kościele św. Katarzyny. Od 1652 do śmierci w 1679 był kantorem i organistą w tymże kościele. Prowadził także działalność pedagogiczną i przyczynił się do rozkwitu w Gdańsku ewangelickiej muzyki kościelnej i edukacji muzycznej w tym zakresie. Był aktywnym muzykiem przez całe życie, prawdopodobnie do końca życia pozostał stanu wolnego.
Jako kompozytor ulegał w dużym stopniu stylowi włoskiemu, który łączył w swoich utworach z północnoniemiecką tradycją muzyki ewangelickiej. Jest autorem wielu koncertujących utworów religijnych na głosy z obsadą instrumentalną, a także innych utworów i pieśni.